# KoJiのマイ・ジュークボックス
KoJi(コージ)のマイ・ジュークボックスは、静岡放送で2006年4月から2009年9月26日までの毎週土曜日18:00から18:20に放送されていたラジオ番組である。

## 出演者
- （KoJiこと）鈴木幸治
静岡県周智郡森町出身で、作詞家・湯川れい子や歌手・美川憲一とも親交があり、芸名の由来や芸能活動など大きな支援の下にある[要出典]。
- 原田亜弥子 - 静岡放送アナウンサー

## 概要
出演者のKoJiこと歌手・鈴木幸治が自身のアメリカ合衆国での音楽活動を日本に紹介するもので、アメリカ大衆音楽を中心に構成している。
日本に戻ってから学習塾を経営していた鈴木は、米国の大衆音楽を熱く誇り高い語り口で紹介している。このため原田は自身の個性を前面に出さず補助役を担っている。
静岡放送の自社制作番組として、地域振興の要素も併せ持った実験的な構成になっている。

## 放送楽曲
- エルヴィス・プレスリーの楽曲
- コンチネンタル・タンゴ
  - ラ・クンパルシータ

他多数。